# イオド (クトゥルフ神話)
イオド（Iod）は、クトゥルフ神話と呼ばれる一連の創作群中、主にヘンリイ・カットナーの作品において言及される架空の神性。別名「魂を狩りたてる者」または「輝く追跡者」。
巨大な複眼とロープ状の触手を備え、半透明の肉体は鱗に覆われ脈動する強い光輝を発している。また、肉体からは粘液を滴らせている。
古代ギリシャ人からトルフォニス、エトルリア人からヴェディオヴィスと呼ばれていた旧支配者の一体。異次元に潜み人間の魂を狩ることを楽しむが、手段次第では安全に召喚可能とも言う。狩りにあった者は肉体の生命力を奪われるものの脳だけは生かされ続け、おのれの死体に意識だけ封じ込まれた状態になる。
リン・カーターの『クトゥルー神話の神神』では、地球本来の神々にカテゴリされている。日本の二次資料でも東雅夫の『クトゥルー神話事典』でも地球本来の神々にカテゴリされている。風見潤の『クトゥルー・オペラ』では地球本来の神々として登場する。
カットナーが創造した文献「イオドの書」は同名が冠されているが、カットナーは両者の関係性を説明していない。

## 登場作品
ヘンリー・カットナー
- 狩りたてるもの（1939）クト11
- クラーリッツの秘密（1036、初言及作品）クト10

## 関連作品
- GHOST GIRL ゴーストガール - 主人公がラヴクラフトを、使い魔兼相棒がイオドをもじったキャラクターとなっている。